# Championnats de France d'athlétisme 1920
Navigation
Championnats 1919 Championnats 1921

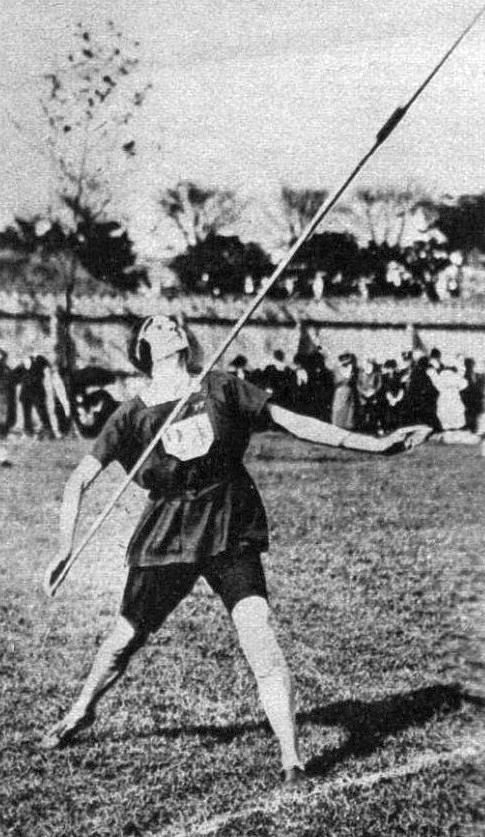
Frédérique Kusel, championne de France du javelot, du saut en hauteur sans élan, et du saut en longueur sans élan, en 1920.

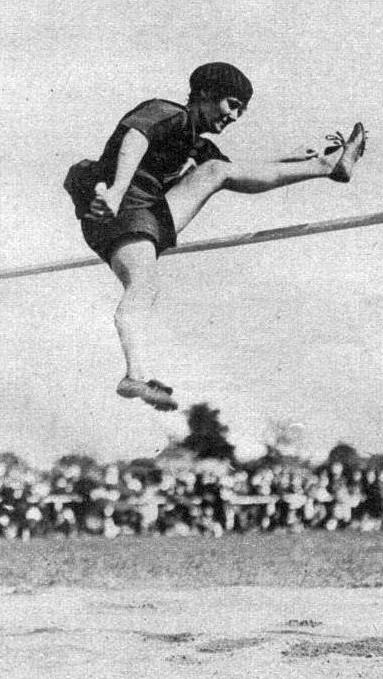
Thérèse Brulé, championne de France du saut en hauteur avec élan en 1920.

Les Championnats de France d'athlétisme 1920 ont eu lieu les 17 et 18 juillet 1920 au Stade Pershing de Paris. Les épreuves féminines se sont déroulées le 11 juillet 1920 au Stade Élisabeth.

## Palmarès

### Femmes
| Discipline                 | Athlète             | Athlète    |
| -------------------------- | ------------------- | ---------- |
| 80 m                       | Cécile Maugars      | 11 s 4     |
| 300 m                      | Thérèse Juge        | 48 s 8     |
| 1 000 m                    | Lucie Bréard        | 3 min 24 s |
| 80 m haies                 | Germaine Delapierre | 14 s 8     |
| Saut en hauteur sans élan  | Frédérique Küsel    | 1,06 m     |
| Saut en hauteur            | Thérèse Brulé       | 1,33 m     |
| Saut en longueur sans élan | Frédérique Küsel    | 2,32 m     |
| Saut en longueur           | Geneviève Laloz     | 4,30 m     |
| Lancer du poids            | Jeanne Janiaud      | 15,63 m    |
| Lancer du javelot          | Frédérique Küsel    | 35,69 m    |

### Hommes
| Discipline                 | Athlète           | Athlète             |
| -------------------------- | ----------------- | ------------------- |
| 100 m                      | Émile Ali-Khan    | 11 s 0              |
| 200 m                      | Jean-René Seurin  | 22 s 2              |
| 400 m                      | Gaston Féry       | 50 s 0              |
| 800 m                      | Paul Esparbès     | 1 min 59 s 4        |
| 1 500 m                    | Armand Burtin     | 4 min 3 s 4         |
| 5 000 m                    | Joseph Guillemot  | 15 min 9 s 4        |
| 10 000 m                   | Gaston Heuet      | 33 min 14 s 6       |
| Marathon (30 km)           | Louis Ichard      | 1 h 44 min 53 s s 2 |
| 110 m haies                | Marcel Orfidan    |                     |
| 400 m haies                | Géo André         | 57 s 0              |
| Saut en hauteur sans élan  | Géo André         | 1,52 m              |
| Saut en hauteur            | Pierre Lewden     | 1,84 m              |
| Saut à la perche           | Paul Lagarde      | 3,60 m              |
| Saut en longueur sans élan | Jean Etcheverry   | 3,16 m              |
| Saut en longueur           | Eugène Coulon     | 6,72 m              |
| Lancer du poids            | Raoul Simon-Paoli | 12,80 m             |
| Lancer du disque           | André Tison       | 39,69 m             |
| Lancer du javelot          | Pierre Grany      | 47,68 m             |